# Брилево (Куявсько-Поморське воєводство)
Брилево (пол. Brylewo) — село в Польщі, у гміні Битонь Радзейовського повіту Куявсько-Поморського воєводства.
Населення — 100 осіб (2011).
У 1975-1998 роках село належало до Влоцлавського воєводства.

## Демографія
Демографічна структура станом на 31 березня 2011 року:
|          | Загалом | Допрацездатний вік | Працездатний вік | Постпрацездатний вік |
| -------- | ------- | ------------------ | ---------------- | -------------------- |
| Чоловіки | 50      | 11                 | 30               | 9                    |
| Жінки    | 50      | 11                 | 25               | 14                   |
| Разом    | 100     | 22                 | 55               | 23                   |